# Bupleurum tenuissimum
Espèce
Classification phylogénétique
Statut de conservation UICN

LC : Préoccupation mineure
Bupleurum tenuissimum, de noms communs Buplèvre très grêle, Buplèvre grêle, Buplèvre menu, Buplèvre tenu ou Percefeuille très grêle, est une espèce de Plantes à fleurs de la famille des Apiaceae et du genre Bupleurum.

## Étymologie
Bupleurum vient « du grec bous, bœuf, pleuron, plèvre : allusion à la consistance plus ou moins coriace des feuilles. » (Coste)
« Grec boupleuron, côte de bœuf, nom de plante indéterminée. »(Fournier).

## Description

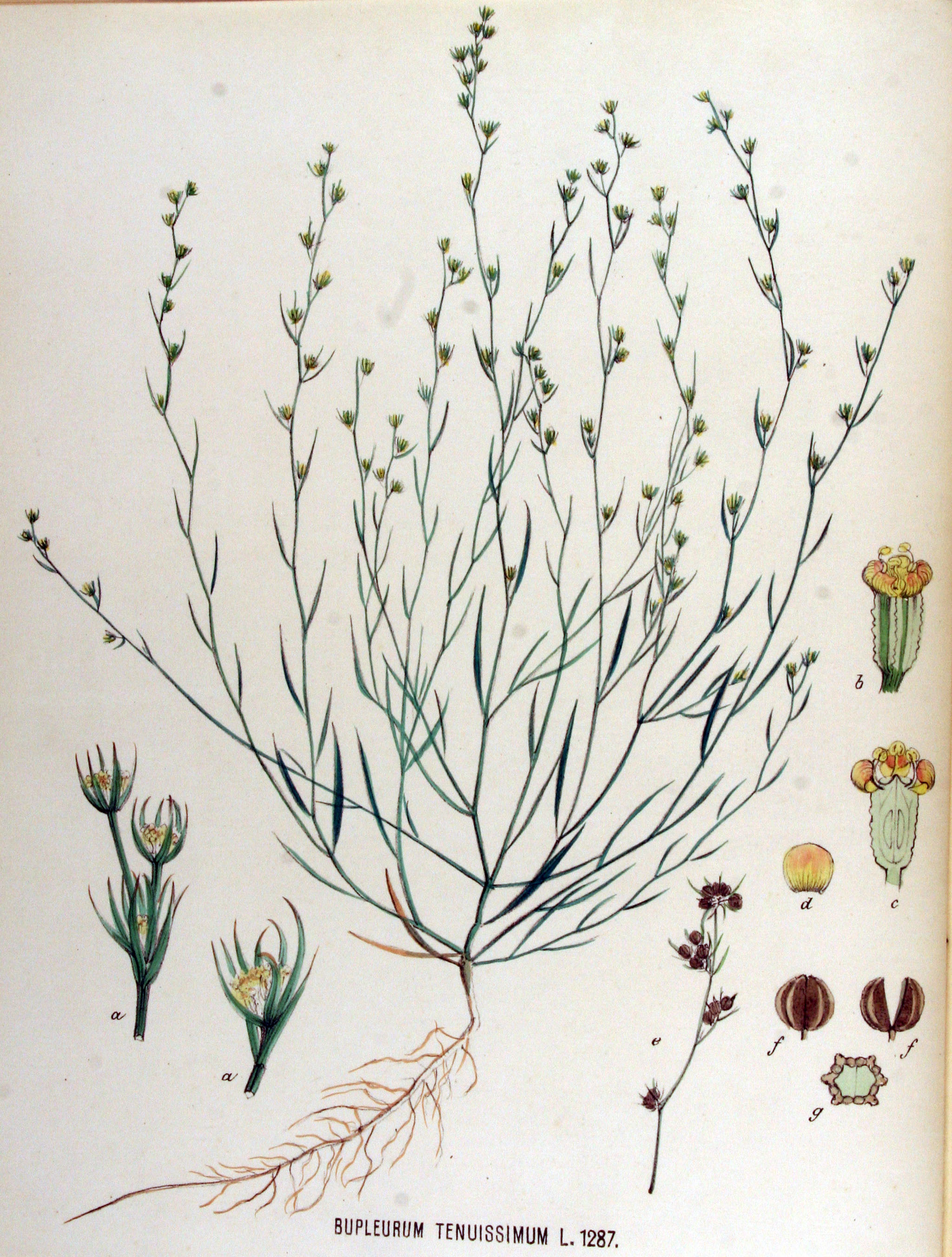
Buplèvre très grêle (illustration botanique).

### Appareil végétatif
Le Buplèvre très grêle est une annuelle. Sa tige est grêle, rameuse, de 10 à 60 cm, souvent glauque. Les feuilles basilaires sont courtes, lancéolées, pétiolulées, les caulinaires courtes, sessiles, lancéolées-linéaires.

### Appareil reproducteur
Les inflorescences sont axillaires, en petites ombelles simples, souvent à 2–8 rayons courts et inégaux, parfois même, surtout les terminales, réduites à une seule ombellule ; l'involucre est à 1 à 5 bractées inégales et très étroites, acuminées, trinervées, plus courtes que les rayons ; l'involucelle à 1 à 5 bractéoles aiguës, plus longues que les fleurs. Les fleurs sont jaunes et petites. Le fruit est un diakène subglobuleux, à côtes saillantes plus ou moins ondulées, couvert de petits granules tuberculeux. La floraison se déroule de juillet à septembre et octobre sur le littoral méditerranéen.

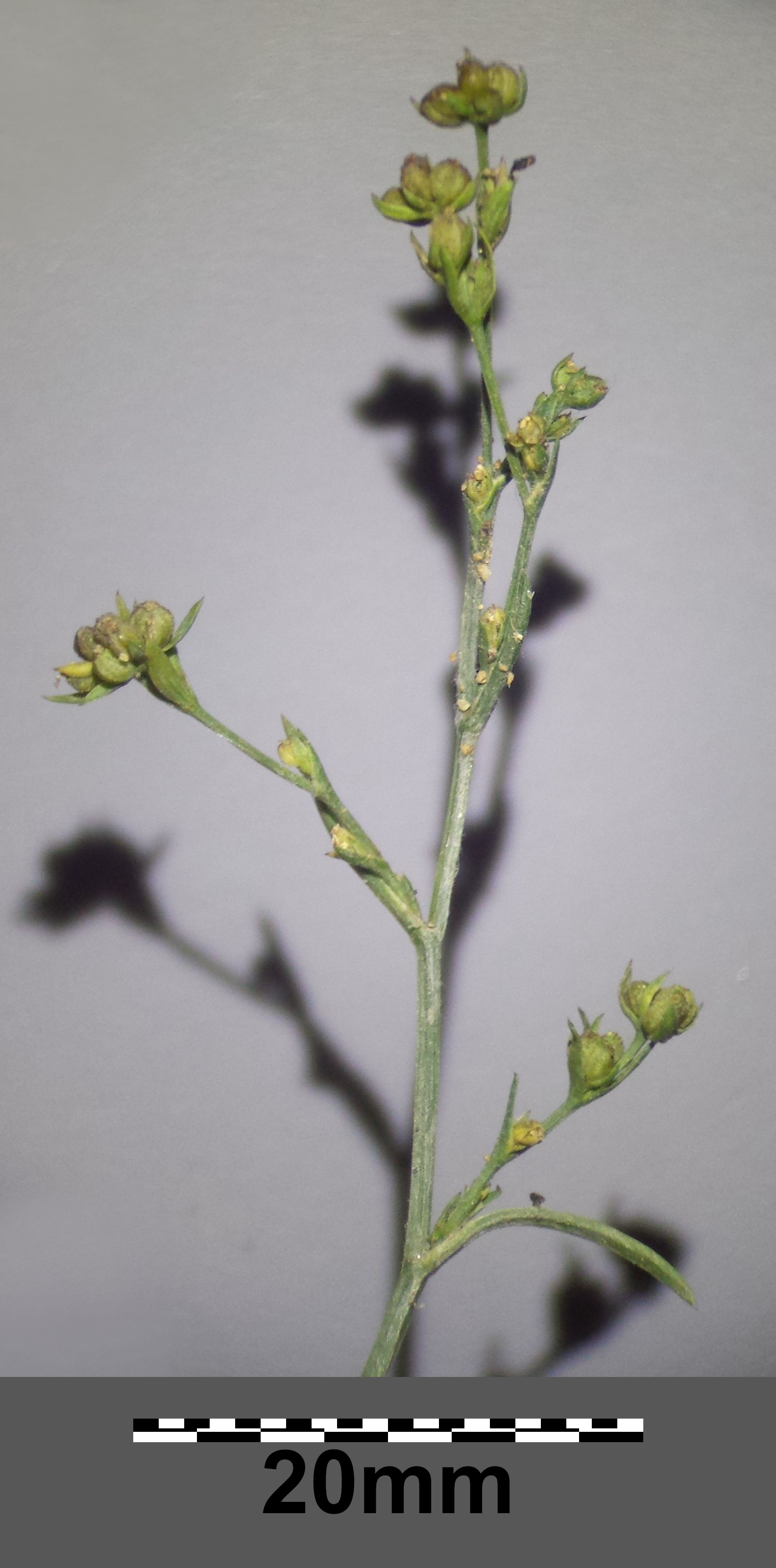
Aspect général.
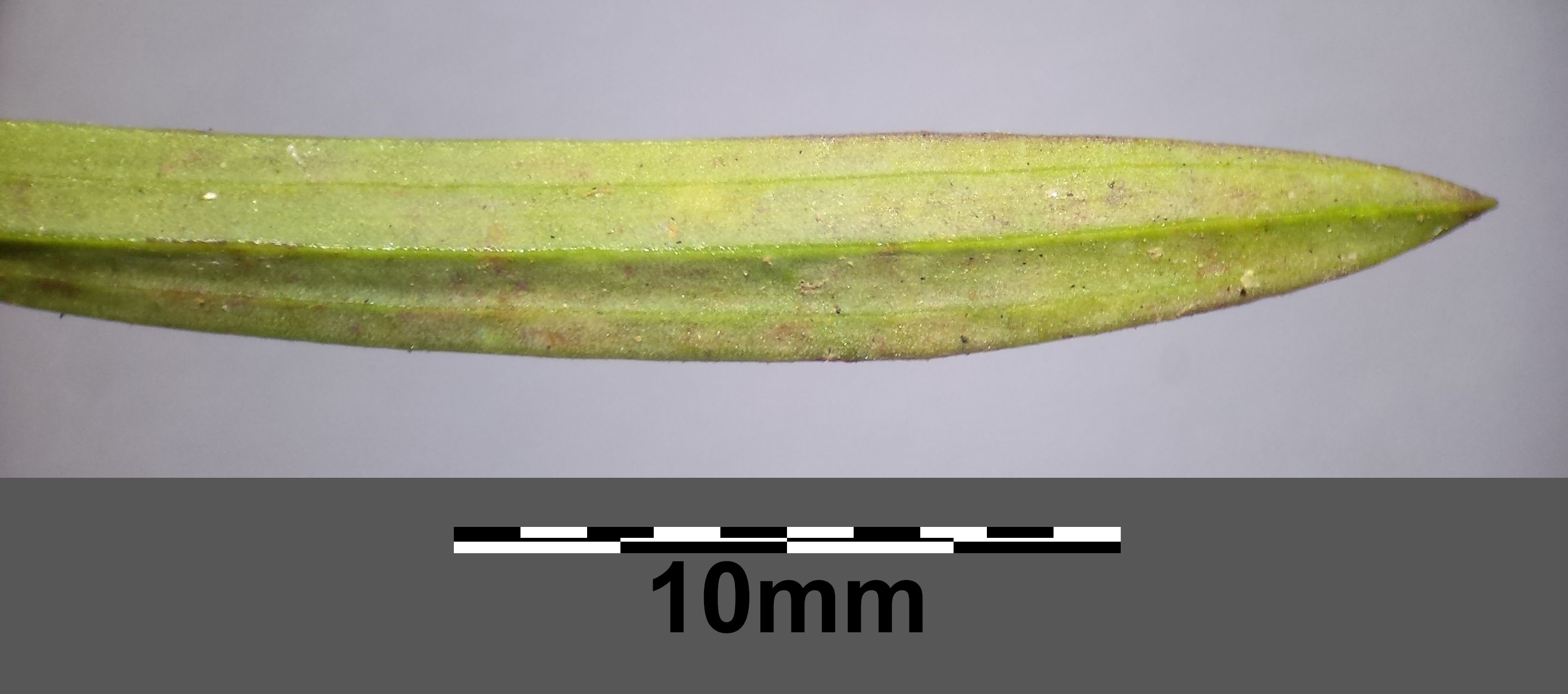
Feuille (détail).
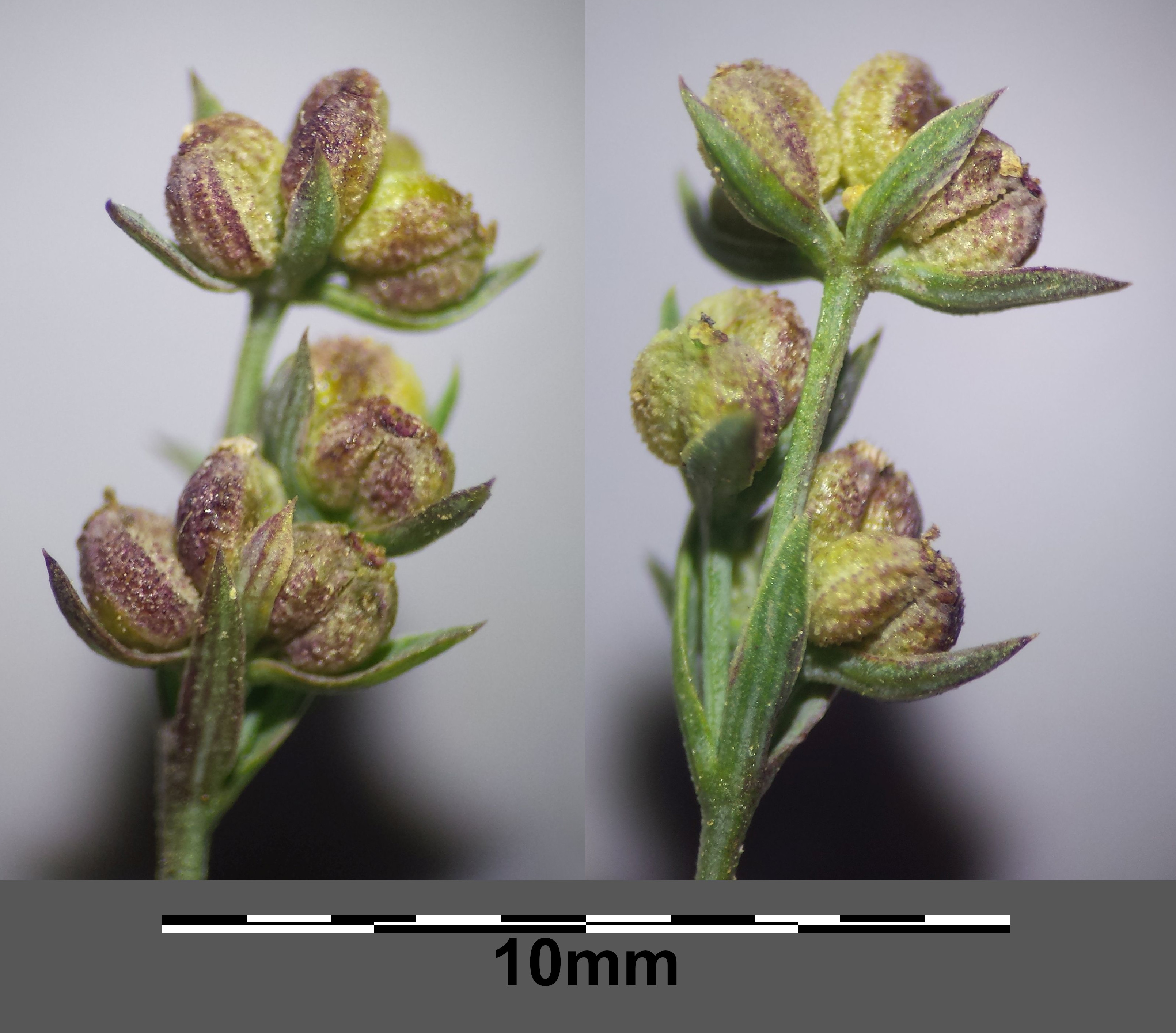
Inflorescences.
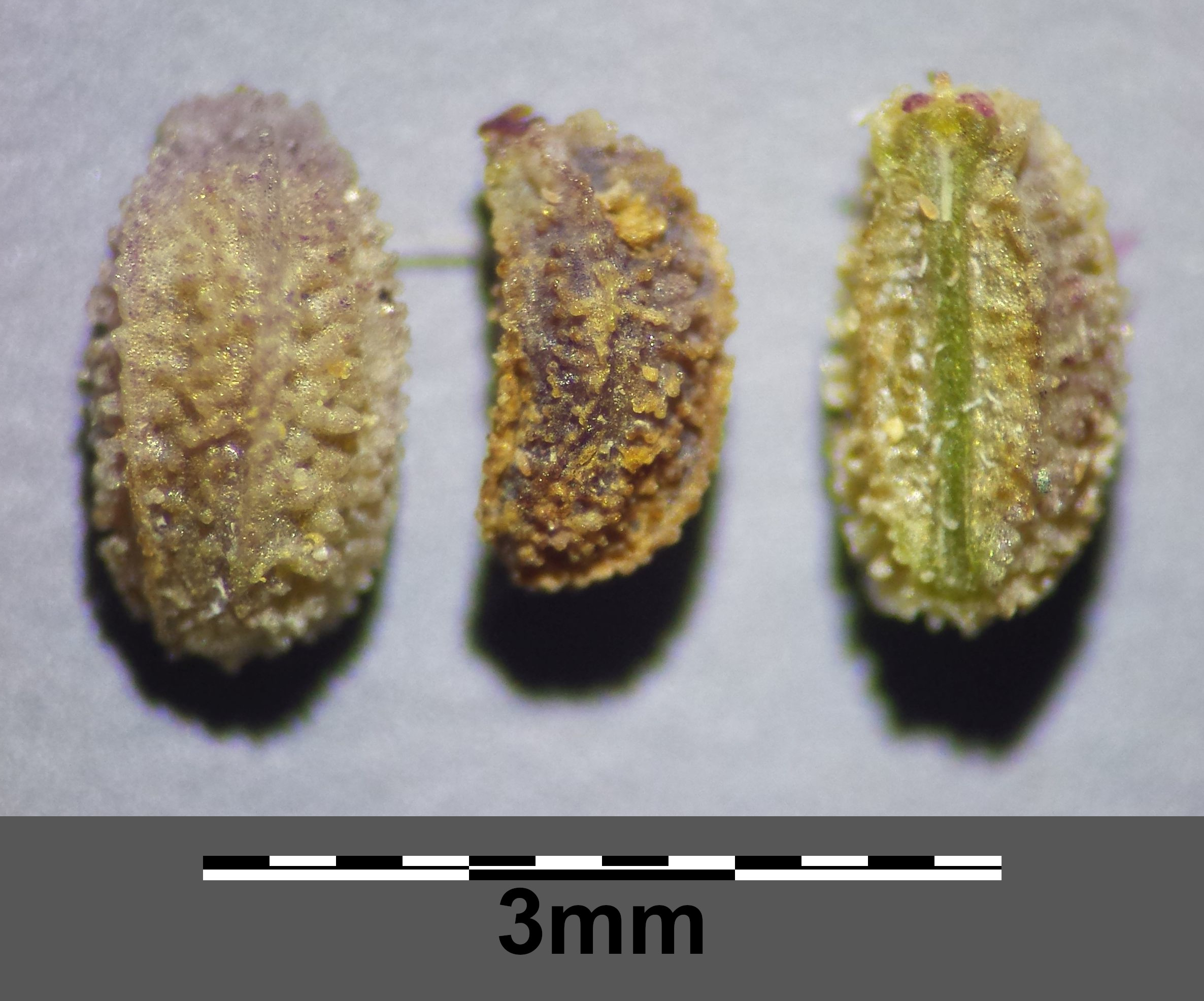
Fruits.

### Confusions possibles
Il existe d'autres petits Buplèvres annuels à feuilles étroites, à ombelles réduites, et ayant un peu la même écologie. Cependant, l'ornementation des fruits ne laisse aucun doute, à condition d'avoir des échantillons complets.

## Habitat et écologie

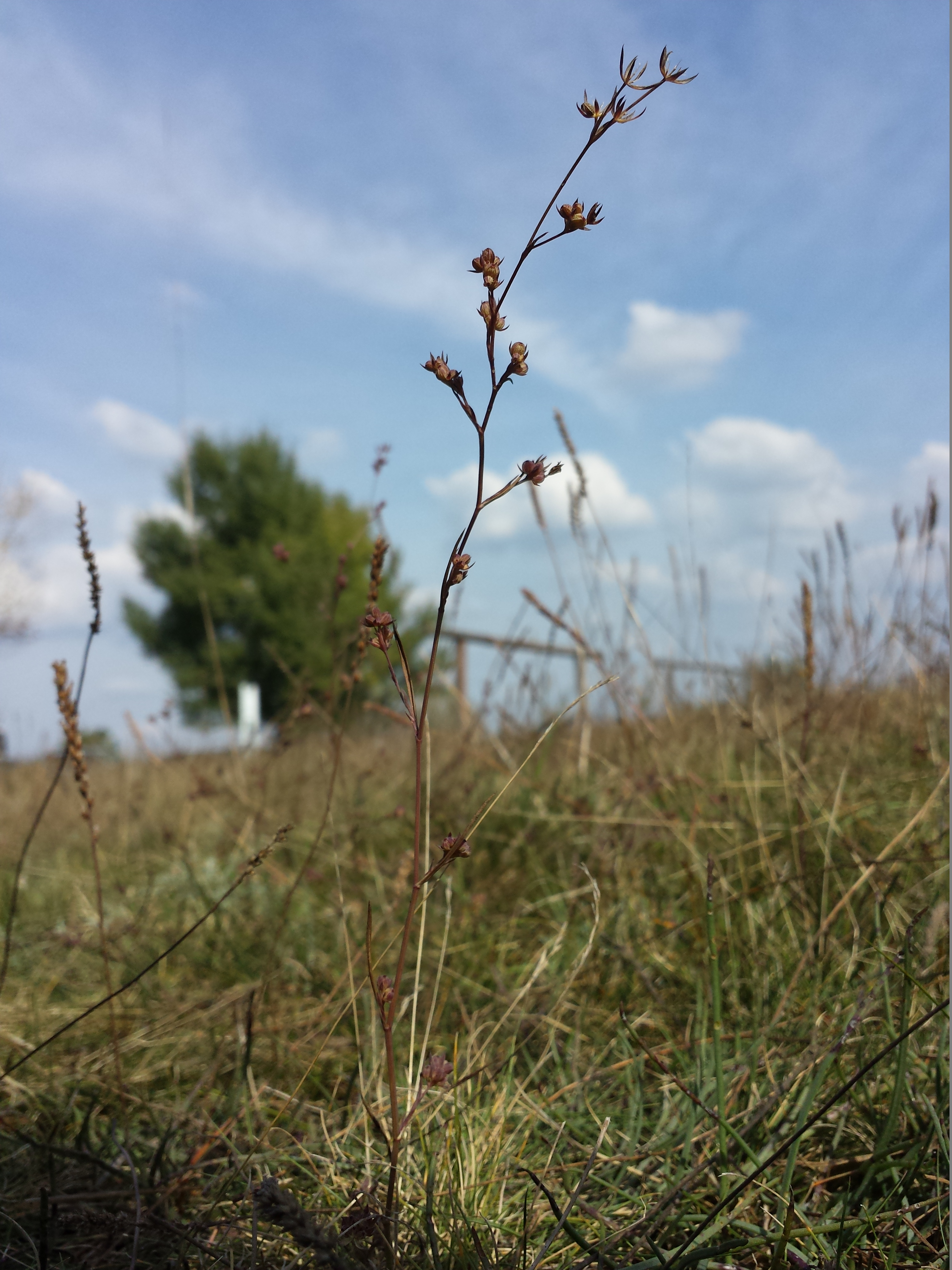
Bupleurum tenuissimum dans son habitat.

Le Buplèvre très grêle est thérophyte,. Il peut être abondant, en particulier dans les groupements d'arrière-dunes. Il pousse dans les pelouses sablonneuses, surtout calcaires, étant particulièrement fréquent sur les arrière-dunes ; on en trouve aussi dans les prairies maritimes plus ou moins saumâtres.

## Répartition
C'est une espèce méditerranéo-atlantique, répandue de la Péninsule ibérique à la Crimée et au Proche-Orient, au nord jusque dans le sud de la Suède (île de Gotland) et jusqu'à la Russie centrale ; aussi au Maghreb. Elle pousse jusqu'à une altitude de 600 m.

## Menaces et conservation
Le Buplèvre très grêle semble régresser de façon très générale, depuis un siècle, dans ses stations de l'intérieur des terres ; il résisterait mieux sur le littoral. L'espèce est menacée par la dégradation généralisée des pelouses sèches dans l'intérieur des terres (arrêt du pâturage extensif, décapage, reboisement artificiel ou naturel). En France, l'espèce est classée « en danger critique d'extinction » (CR) en Auvergne, Basse Normandie, Bourgogne, Centre Val de Loire, Lorraine et Midi Pyrénées.

## Taxonomie

### Sous-espèce
Bupleurum tenuissimum L., 1753 subsp. tenuissimum syn. Odontites tenuissima (L.) Spreng.

### Synonymes
- Agostana tenuissima (L.) Gray, 1821
- Bupleurum columnae Guss., 1827
- Bupleurum pollichii C.C.Gmel., 1805
- Bupleurum tenue Salisb., 1796
- Bupleurum tenuissimum subsp. columnae (Guss.) Nyman, 1879
- Bupleurum tenuissimum subsp. nanum DC., 1805
- Bupleurum tenuissimum var. columnae (Guss.) Gren. & Godr., 1848
- Odontites tenuissimus (L.) Spreng., 1813
- Tenoria tenuis Bubani, 1899
- Trachypleurum tenuissimum (L.) Fuss, 1866
- Zigara tenuis Raf., 1840[6]